# Tiocu de Sus
Tiocu de Sus (węg. Felsőtők) – wieś w Rumunii, w okręgu Kluż, w gminie Cornești. W 2011 roku liczyła 110 mieszkańców.